# Éric Pécout
Éric Pécout (født 17. februar 1956 i Blois, Frankrig) er en fransk tidligere fodboldspiller (angriber).
Pécout spillede hele sin karriere i hjemlandet, hvor han blandt andet repræsenterede Nantes, Monaco og Metz. Han vandt gennem karrieren i alt tre franske mesterskaber, to med Nantes i henholdsvis 1977 og 1980, og ét med Monaco i 1982.
Pécout spillede desuden fem kampe for Frankrigs landshold.

## Titler
Ligue 1
- 1977 og 1980 med Nantes
- 1982 med Monaco

Coupe de France
- 1979 med Nantes
- 1984 med Metz